# Posterholungsheim
Ein Posterholungsheim war ein von den Selbsthilfegruppen und Organisationen – hauptsächlich der Postgewerkschaften – eingerichtetes Erholungsheim für Postbedienstete.

## Geschichte

### Reichspost
Die Berliner Postbeamten beschlossen 1907 im 70 km nördlich von Berlin liegenden Templin ein Erholungsheim einzurichten. Auf Grund finanzieller Unterstützung durch die Deutsche Reichspost konnte dieses im Jahr darauf eingeweiht werden (Architekt Wilhelm Walter). Die Breslauer Postbeamten errichteten 1909 mit Hilfe der Reichspost in Zobten ebenfalls ein Erholungsheim. Im gleichen Jahr schufen die Dresdner Postbeamten in Hohenstein ein weiteres Heim. Diese Heime waren in erster Linie für die Beamten des einfachen Dienstes bestimmt. Die verschiedenen Vereinigungen der Postbeamten schufen weitere Erholungsheime in Niendorf, Grumbach (Vogtland), Rominten (Ostpreußen), Bad Liebenstein (Thüringen), Neuglobsow (Provinz Brandenburg), Oberschreiberhau (Riesengebirge), Trutzigen, Brannenburg (heute ver.di -Bildungszentrum „Haus Brannenburg“, siehe Karl Kergl), Königs Wusterhausen u. a. Die Reichspost unterstützte die Postbeamtenverbände bei der Errichtung der Erholungsheime durch Gewährung von Beihilfen. Auch der Betrieb der Heime wurde von der Deutschen Reichspost durch Zuschüsse unterstützt, wenn die wirtschaftliche Lage es erforderte, um tragbare Pensionspreise zu ermöglichen. Daneben hat die Deutsche Reichspost selbst einige eigene Erholungsheime (z. B. 1907 in Blankenburg im Harz, 1927 Wyk auf Föhr) erworben und dem Personal diese Heime unter Gewährung von mäßigen Beihilfen bei Bedürftigen zur Verfügung zu stellen.
1933 wurden die Beamtenverbände zwangsweise aufgelöst und die Erholungsheime gingen teilweise in die Hände des Reichsbundes Deutscher Beamten über. Teilweise erwarb die Reichspost die Erholungsheime um vornehmlich der „erweiterten Erholungsfürsorge für die weiblichen Gefolgschaftsmitglieder“ zu dienen. 1938 erwarb die Reichspost noch die Villa Gans (Königstein) als ein Erholungsheim für weibliche Postbedienstete. Während des Zweiten Weltkrieges dienten sie als Genesungsheime der Wehrmacht beziehungsweise später als vorübergehende Unterkunft für Bombengeschädigte und Vertriebene.

### Bundespost
Nach dem Krieg wurden die Heime nach und nach ihrem ursprünglichen Zwecke wieder zugeführt. 1953 besaß die Deutsche Bundespost acht posteigene Heime (Braunlage (Harz), Berensch bei Cuxhaven, Haarstorf (Kreis Ebstorf), Wyk auf Föhr, Timmendorfer Strand, Buch am Ammersee, Schloss Waltershausen und Abwind bei Lindau). Die Deutsche Postgewerkschaft hatte zu diesem Zeitpunkt die drei Erholungsheime in Glashütten im Schwarzwald, Brannenburg und Bad Niendorf an der Ostsee, der Erholungsfürsorge der Bundespost zur Verfügung gestellt. Ebenfalls Anfang der 1950er Jahre erwies sich der Betrieb posteigener Heime als nicht wirtschaftlich, daher erwarb die Bundespost keine weiteren Heime mehr, hat sich aber gleichzeitig vertraglich in anerkannten fremden Erholungsheimen, Pensionen oder in ähnlichen Einrichtungen Plätze gesichert um diese den Bediensteten kostengünstig zur Verfügung zu stellen. Die Erholungsheime wurden halbjährlich im Amtsblatt des Bundespostministeriums bekanntgegeben. Sie standen allen Beamten, Angestellten und Arbeitern der DBP und deren Ehefrauen  und den Ruhestandsbeamten zur Verfügung, jedoch haben die aktiven Bediensteten Vorrang vor anderen Personen.

### Privatisierung
Mit der Privatisierung der Deutschen Bundespost in die drei Aktiengesellschaften Deutsche Post, Deutsche Telekom und Deutsche Postbank, wurden die sozialen Angelegenheiten an die Bundesanstalt für Post und Telekommunikation Deutsche Bundespost, sowie an das ErholungsWerk Post Postbank Telekom e. V. übergeben.